# 上野原駅

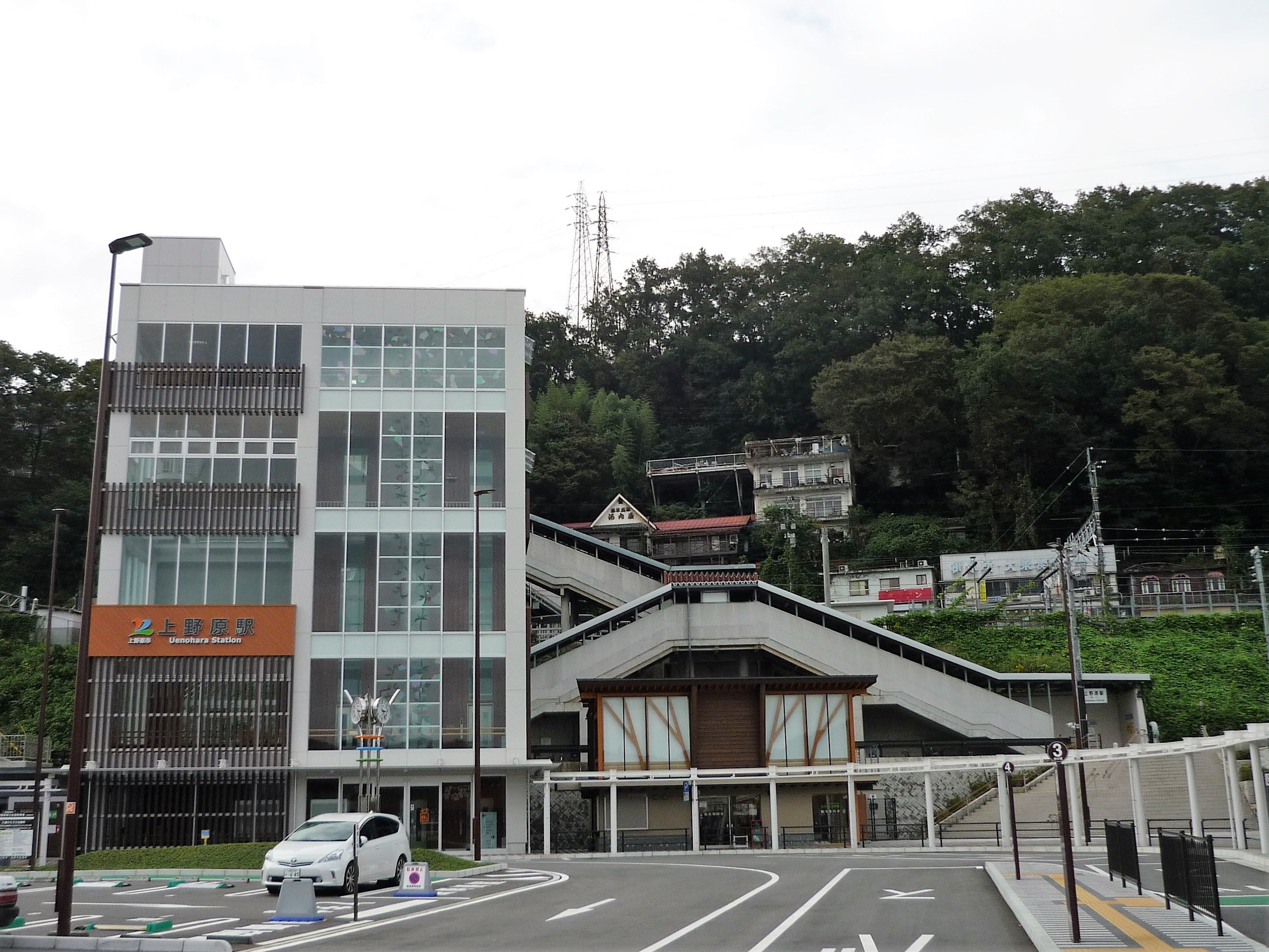
南口（2018年10月）
画像左方の建物は昇降棟で、駅舎としての機能はない。右方の旧入口も利用できる。

上野原駅（うえのはらえき）は、山梨県上野原市新田にある、東日本旅客鉄道（JR東日本）中央本線の駅である。山梨県内の鉄道駅としては最東端となる。駅番号はJC 27。

## 歴史
- 1901年（明治34年）8月1日：国有鉄道中央本線 八王子駅 - 当駅間の開通と同時に開業[1][2]。旅客および貨物の取り扱いを開始[3]。開業当初は山梨県内として唯一の駅であった。
- 1902年（明治35年）6月1日：当駅 - 鳥沢間が開通[2]。
- 1980年（昭和55年）4月1日：貨物の取り扱いを廃止[3]。
- 1981年（昭和56年）3月9日：南口を開設[6]。
- 1984年（昭和59年）2月1日：荷物の扱いを廃止[3]。
- 1987年（昭和62年）4月1日：国鉄分割民営化により、東日本旅客鉄道（JR東日本）の駅となる[3][7]。
- 1998年（平成10年）3月12日：自動改札機を設置し、供用を開始[8]。
- 2001年（平成13年）11月18日：ICカード「Suica」の利用が可能となる。
- 2017年（平成29年）
  - 3月4日：ダイヤ改正に伴い、すべての特急列車が当駅通過となる[9]。
  - 10月：南口に昇降棟が完成する[5]。
- 2018年（平成30年）
  - 1月31日：みどりの窓口の営業を終了[10]。
  - 4月1日：南口駅前広場および関連公共施設の供用を開始[11]。業務委託化[12]。
  - 4月2日：南口駅前広場にバス・タクシー乗降場を移転[11]。

## 駅構造
島式ホーム1面2線を持つ地上駅である。2番線の南側に上下線に対応している待避線があるものの、現在は使用停止となっている。斜面の途中に駅があることから特異な構造をしており、ホームの幅が大変広く、駅舎がホーム上中央に設けられている。ホームから改札口を通って駅舎に入ると階段が上に伸びている。そこからこの駅の南北に橋が伸びており、それぞれ南口、北口となっている。駅舎は1955年（昭和30年）4月に供用を開始した。有効長は10両編成分あったが、中央線快速電車に2階建てグリーン車2両を連結した12両編成に対応するため、ホームの延伸工事を実施した。2024年（令和6年）10月12日までに完了し、翌日10月13日より快速電車における12両編成の運転が開始された。
当駅は大きく見て3段になっている。北口は旧バス、タクシーのりば（現在は一般車専用乗降車場）で、南口は階段、昇降施設を下ったホームより低い位置にある。南口は民家の立ち並ぶ中にある。つまり、北口が最も高く、間にホームと駅舎があり、最も低いのが南口である。
以前は直営駅であり、管理駅として四方津駅を管理していたが、2018年（平成30年）4月よりJR東日本ステーションサービスが駅管理を受託する大月駅管理の業務委託駅となった。駅舎内には自動券売機（指定席券売機併設）と自動改札機が設置されている。なお、売店は2024年（令和6年）をもって廃止された。

### のりば
| 番線 | 路線     | 方向 | 行先                   |
| ---- | -------- | ---- | ---------------------- |
| 1    | 中央本線 | 上り | 高尾・八王子・新宿方面 |
| 2    | 中央本線 | 下り | 大月・甲府・小淵沢方面 |

- かつては、特急「かいじ」のうち下り1本と上り2本が停車していたが、2017年（平成29年）3月4日のダイヤ改正により、通過となった[9]。

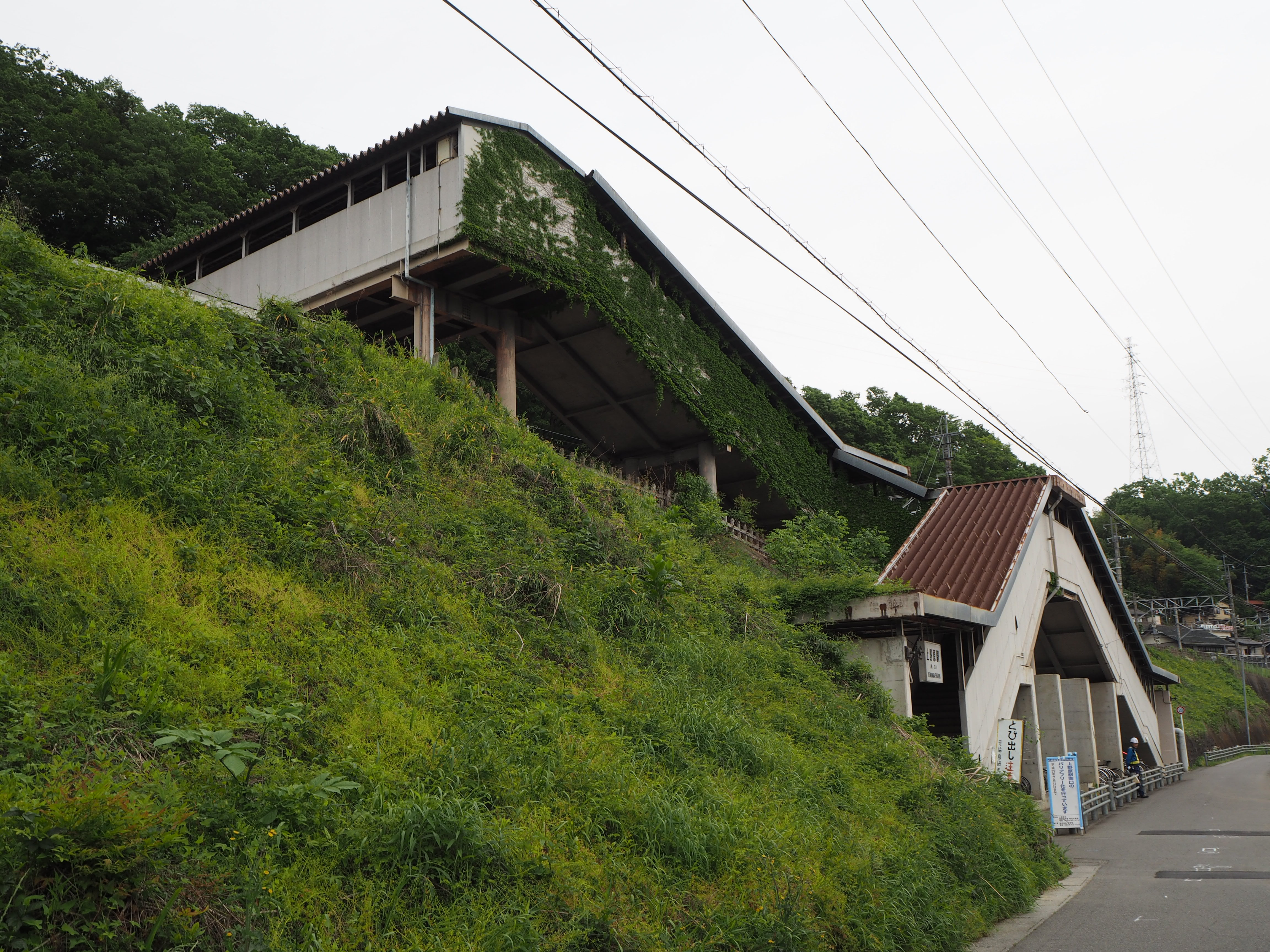
駅前広場整備前の南口（2016年5月）
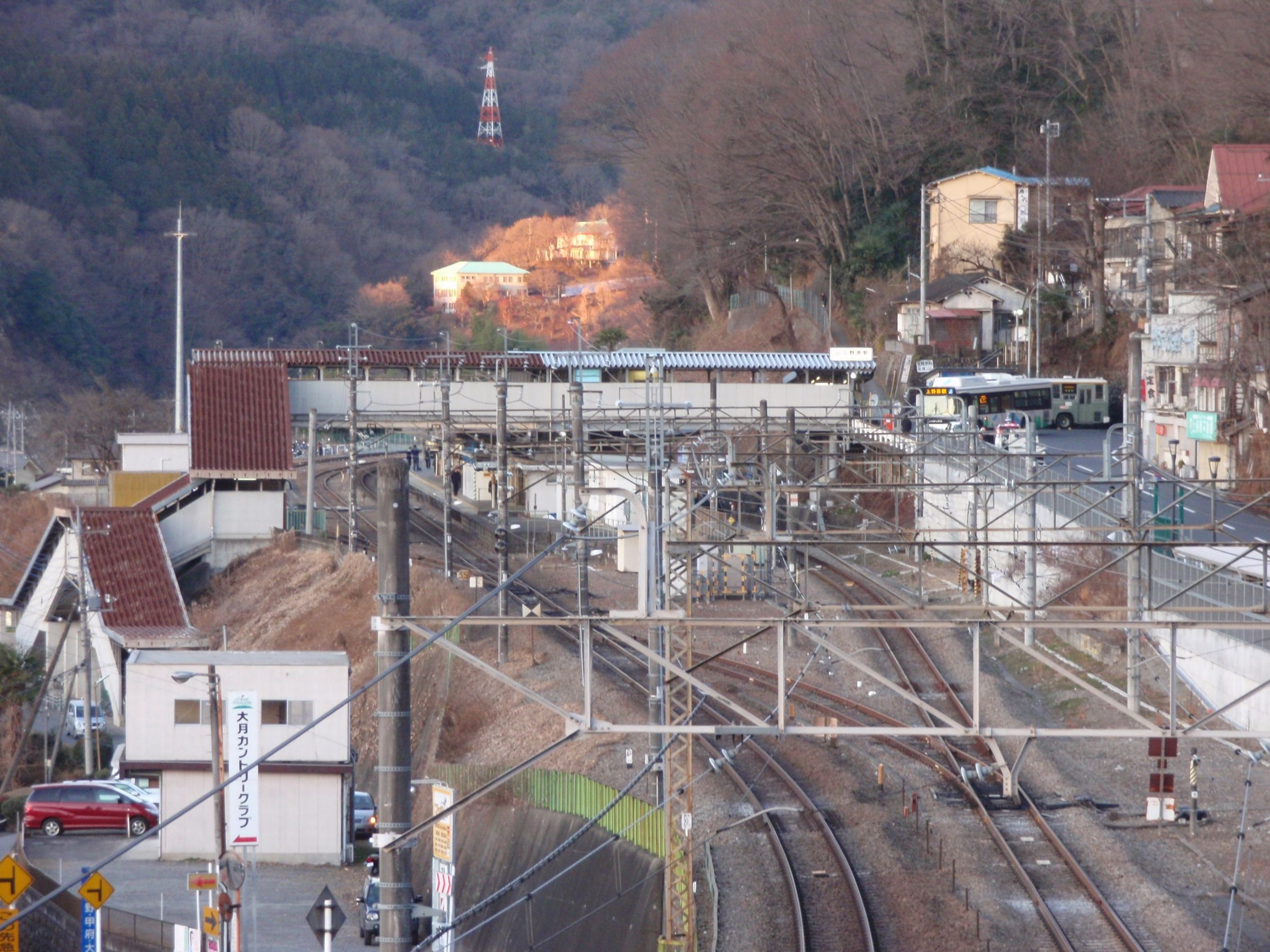
駅遠景（2011年1月）。右側でバスが停車している場所が北口駅前広場で、跨線橋の下にホームと駅舎がある。左側の階段が南口（昇降棟・南口広場整備前）
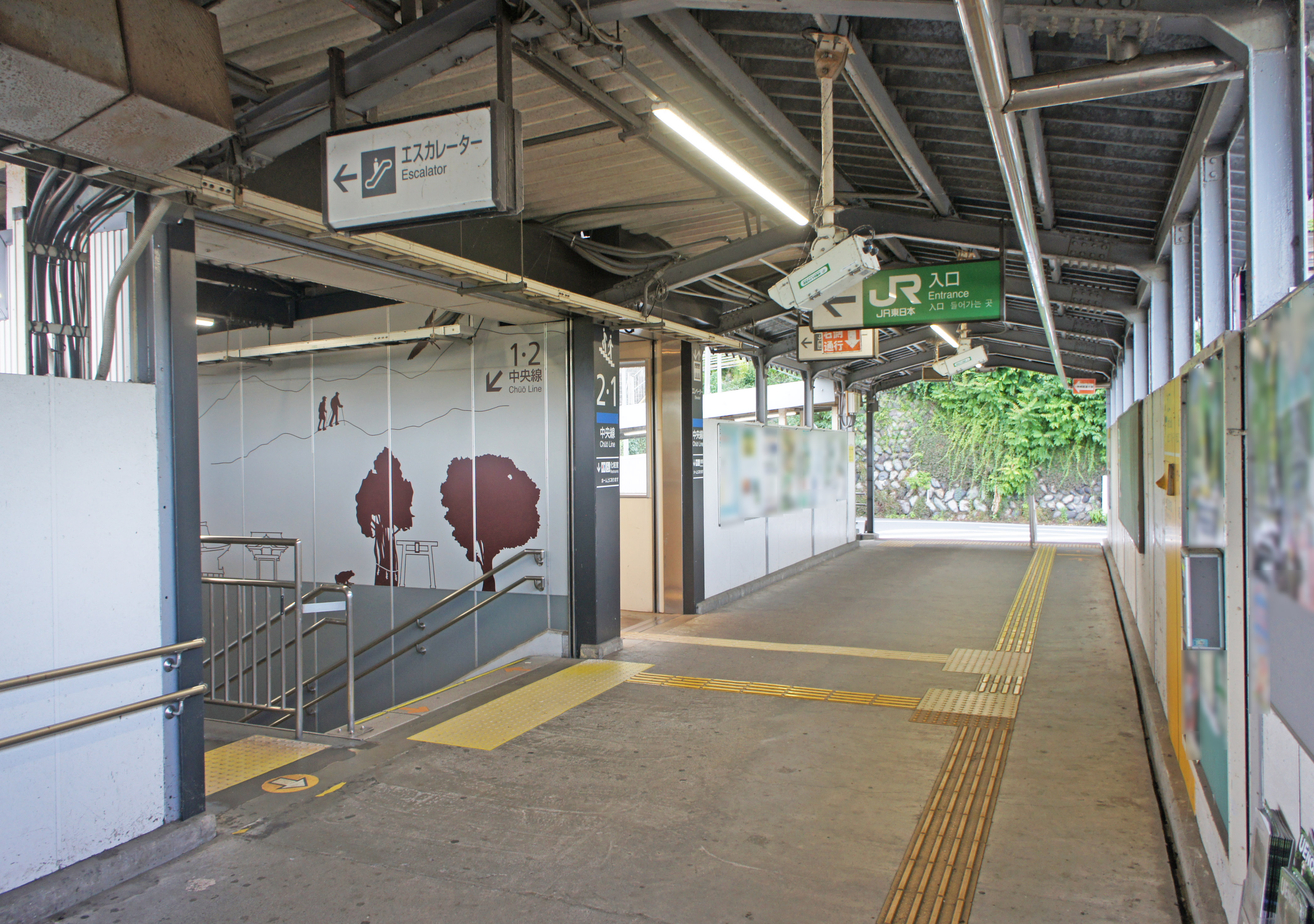
駅出入口（2022年7月）
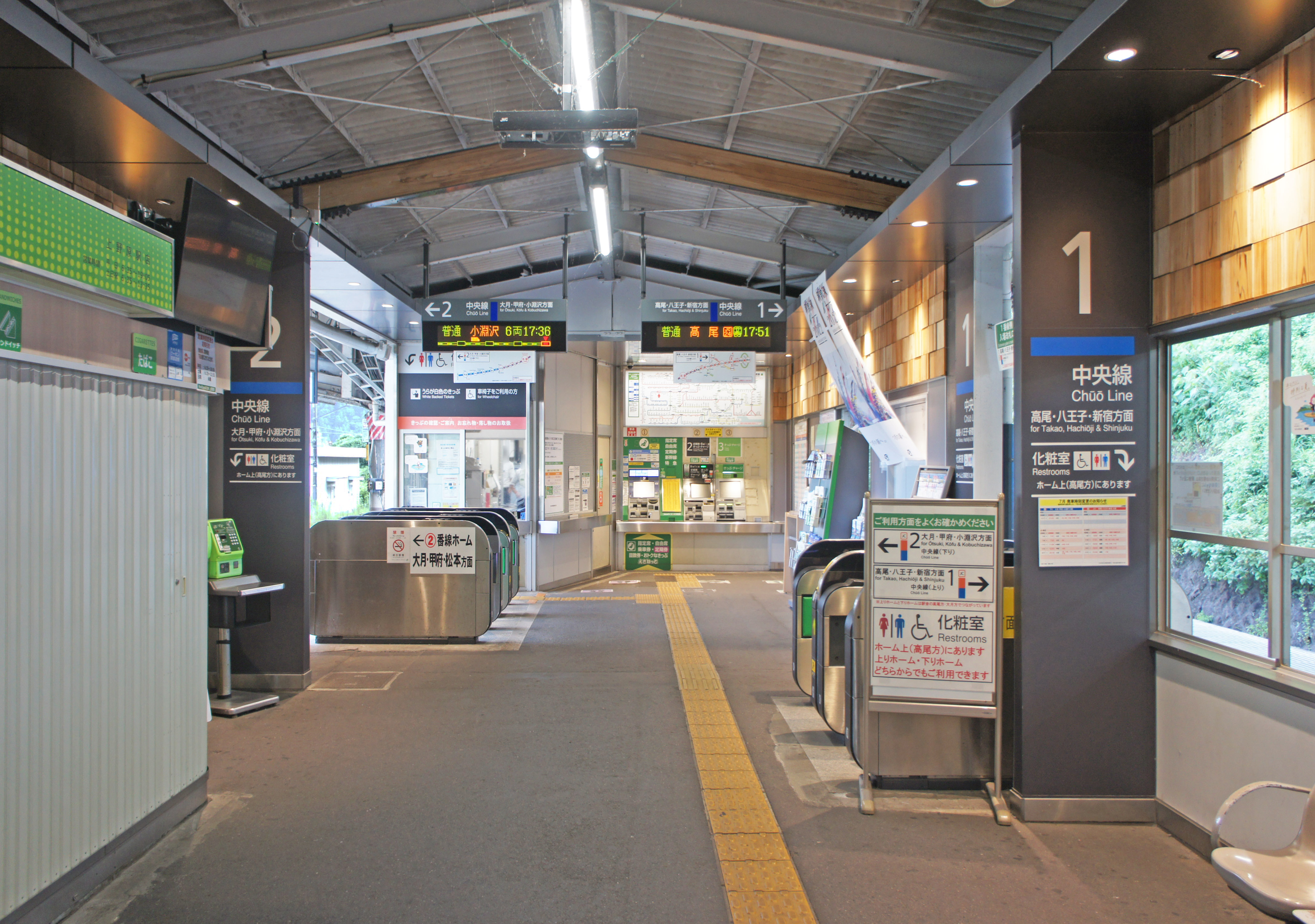
改札口とコンコース 1番線ホーム側、2番線ホーム側にそれぞれ改札口がある。（2022年7月）
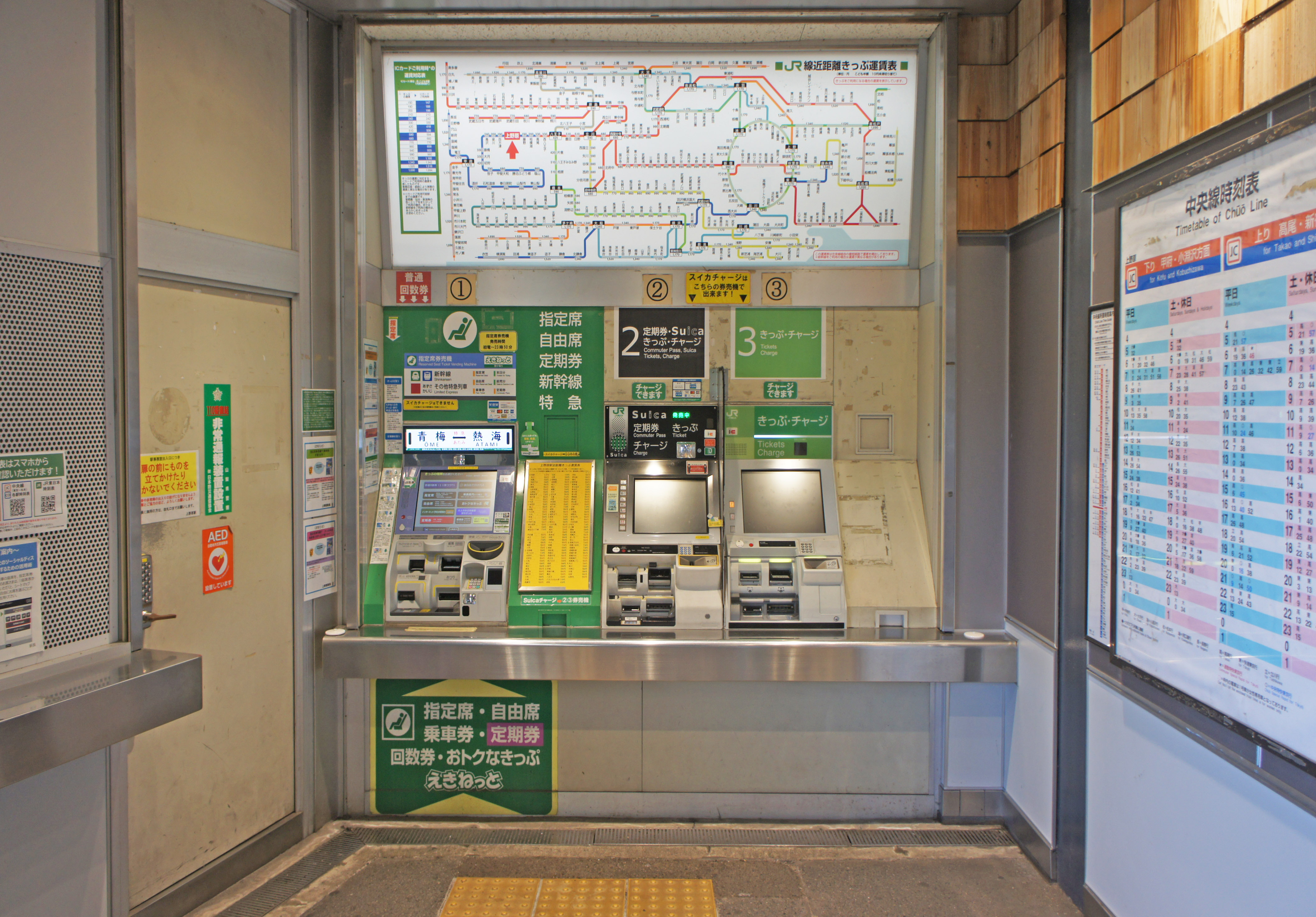
自動券売機（2022年7月）
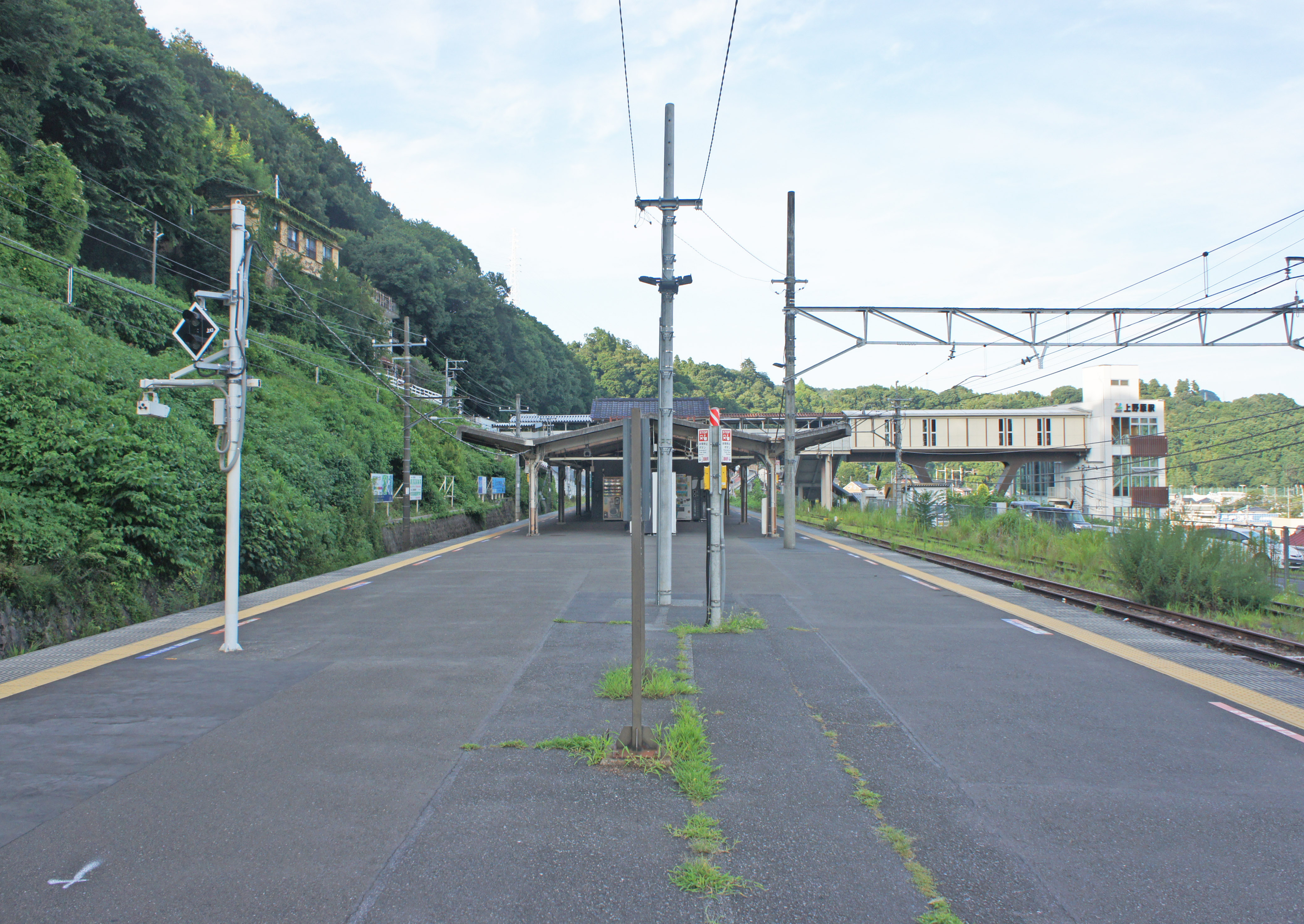
ホーム（2022年7月）

## 利用状況
JR東日本によると、2023年度（令和5年度）の1日平均乗車人員は4,172人である。山梨県内の駅では甲府駅、大月駅に次いで第3位である。
2000年度（平成12年度）以降の推移は以下のとおりである。
| 1日平均乗車人員推移 | 1日平均乗車人員推移 | 1日平均乗車人員推移 | 1日平均乗車人員推移 | 1日平均乗車人員推移 | 1日平均乗車人員推移 |
| 年度                | 定期外              | 定期                | 合計                | 出典                | 出典                |
| 年度                | 定期外              | 定期                | 合計                | JR                  | 山梨県              |
| ------------------- | ------------------- | ------------------- | ------------------- | ------------------- | ------------------- |
| 2000年（平成12年）  |                     |                     | 5,540               | [ JR 2 ]            | [ 県 1 ]            |
| 2001年（平成13年）  |                     |                     | 5,467               | [ JR 3 ]            | [ 県 2 ]            |
| 2002年（平成14年）  |                     |                     | 5,476               | [ JR 4 ]            | [ 県 3 ]            |
| 2003年（平成15年）  |                     |                     | 5,414               | [ JR 5 ]            | [ 県 4 ]            |
| 2004年（平成16年）  |                     |                     | 5,479               | [ JR 6 ]            | [ 県 5 ]            |
| 2005年（平成17年）  |                     |                     | 5,490               | [ JR 7 ]            | [ 県 6 ]            |
| 2006年（平成18年）  |                     |                     | 5,401               | [ JR 8 ]            | [ 県 7 ]            |
| 2007年（平成19年）  |                     |                     | 5,359               | [ JR 9 ]            | [ 県 8 ]            |
| 2008年（平成20年）  |                     |                     | 5,415               | [ JR 10 ]           | [ 県 9 ]            |
| 2009年（平成21年）  |                     |                     | 5,427               | [ JR 11 ]           | [ 県 10 ]           |
| 2010年（平成22年）  |                     |                     | 5,414               | [ JR 12 ]           | [ 県 11 ]           |
| 2011年（平成23年）  |                     |                     | 5,273               | [ JR 13 ]           | [ 県 12 ]           |
| 2012年（平成24年）  | 1,127               | 4,140               | 5,267               | [ JR 14 ]           | [ 県 13 ]           |
| 2013年（平成25年）  | 1,113               | 4,237               | 5,350               | [ JR 15 ]           | [ 県 14 ]           |
| 2014年（平成26年）  | 1,114               | 4,088               | 5,203               | [ JR 16 ]           | [ 県 15 ]           |
| 2015年（平成27年）  | 1,145               | 4,142               | 5,287               | [ JR 17 ]           | [ 県 16 ]           |
| 2016年（平成28年）  | 1,119               | 4,092               | 5,212               | [ JR 18 ]           | [ 県 17 ]           |
| 2017年（平成29年）  | 1,102               | 3,939               | 5,041               | [ JR 19 ]           | [ 県 18 ]           |
| 2018年（平成30年）  | 1,119               | 3,876               | 4,996               | [ JR 20 ]           | [ 県 19 ]           |
| 2019年（令和元年）  | 1,027               | 3,846               | 4,873               | [ JR 21 ]           | [ 県 20 ]           |
| 2020年（令和02年）  | 644                 | 2,634               | 3,278               | [ JR 22 ]           | [ 県 21 ]           |
| 2021年（令和03年）  | 786                 | 3,228               | 4,015               | [ JR 23 ]           | [ 県 22 ]           |
| 2022年（令和04年）  | 901                 | 3,305               | 4,206               | [ JR 24 ]           | [ 県 23 ]           |
| 2023年（令和05年）  | 973                 | 3,199               | 4,172               | [ JR 1 ]            |                     |

## 駅周辺
上野原市の市街地からやや南方に離れた場所に位置する。市街地は台地になっており、当駅は一段下に位置する。そのため、北口は駅から一段高くなっており、市街地へのアクセス口は北口だが、バスターミナルなどの役割は後述のとおり南口の整備事業により南口へと移転された。
道路・河川・旧跡など
- 中央自動車道 上野原インターチェンジ
- 国道20号
- 桂川
- 三国山
- 生藤山
- 熊倉山
- 石楯尾神社
- 軍刀利神社

公共機関
- 上野原市役所
- 上野原市役所島田出張所
- 上野原市立病院
- 上野原市立図書館
- 山梨県上野原警察署
- 上野原市消防本部・上野原市消防署
- 島田郵便局
- 上野原郵便局

学校
- 帝京科学大学
- 山梨県立上野原高等学校
- 日本大学明誠高等学校

墓地・公園・その他商業施設など
- DCMくろがねや上野原店
- いちやまマート上野原店
- 公正屋上野原店
- オギノ上野原店

## バス路線
| 南口広場整備前の上野原駅北口で発車を待つバス（2011年1月）。右の画像は高台から見下ろしたところで、大変狭かったことがよく分かる。 |  | 南口広場整備前の上野原駅北口で発車を待つバス（2011年1月）。右の画像は高台から見下ろしたところで、大変狭かったことがよく分かる。 |
| 南口広場整備前の上野原駅北口で発車を待つバス（2011年1月）。右の画像は高台から見下ろしたところで、大変狭かったことがよく分かる。 |  | |

路線バスは南口駅前広場から発着し、すべて富士急バスによって運行されている。
| のりば | 運行事業者 | 行先                                                                  | 備考                                                                                                   |
| ------ | ---------- | --------------------------------------------------------------------- | --- |
| 1      | 富士急バス | - 市街地循環バス - 本町三丁目 - 光電製作所前 - 向風 - 飯尾 - 小菅の湯 | - 光電製作所前行きの一部は新井止まり - 向風行きは平日のみ運行 - 小菅の湯行き（鶴峠）は土休日の季節運行 |
| 2      | 富士急バス | - 井戸 - 不老下                                                       | |
| 3      | 富士急バス | - 帝京科学大学（直通） - 日本大学明誠高校（直行）                     | |
| 4      | 富士急バス | 無生野                                                                | |

2018年（平成30年）4月1日まではバスは全て北口から発車していた。北口は大変狭く、幅15メートルもない道路の行き止まりで、1台のバスの反転に3回の切り返しを要していた。通勤時間帯には路線バスや企業送迎バス・直行通学バスなども発着し、1時間に20回以上の切り返しが行われていた。

## その他
駅のスタンプは、当駅から大月、甲府方面が「中央本線」、1駅東京寄りの藤野駅から高尾、東京方面が「中央線」と表記され、実際の定義（高尾駅から東京方面は「中央線」、大月方面は「中央本線」）とは数駅分ずれている。

## 隣の駅
東日本旅客鉄道（JR東日本）
 中央本線
■通勤特快（上りのみ）・■中央特快・■通勤快速（下りのみ）・■快速・■普通
藤野駅 (JC 26) - 上野原駅 (JC 27) - 四方津駅 (JC 28)

### 記事本文